# ابراهیم اسکوبی
ابراهیم بن حسن اسکوبی (۱۸۴۸–۱۹۱۳م) (نسب:ابراهیم بن حسن بن حسین بن رجب) شاعر حجازی آلبانیایی‌تبار بود. خاستگاهش از شهر «اسکوب» در یوگسلاوی بود، پدربزرگش حسین به مدینه کوچید. ابراهیم اسکوبی در مدینه زاده شد. سفرهای بسیاری به یمن، نجد، مصر، شام و ترکیه داشت. در مکه، هم‌نشین امیر آن شریف عون بود و از شاعران او شمرده می‌شد. به زبان‌های ترکی، فارسی و اردو آشنایی خوبی داشت. مجموعة از اشعار اوست که بیشتر منظوماتش را دربرمی‌گیرد که برخی از آن در مطبوعات مصر و سوریه همان زمان چاپ شد.